# ポール・アコク
エドガー・ポール・アコク（Edgar Paul Akouokou , 1997年12月20日 - ）は、コートジボワール・アビジャン出身のサッカー選手。オリンピック・リヨン所属。ポジションはMF。

## クラブ経歴
ユース時代はフィンランドのエケナスIFで過ごし、2016年にトップチームに昇格。4月に2部リーグウッコネンのユヴァスキュラン・ヤルカパロクルビ戦でプロデビュー。2017年シーズン途中からはイスラエル・プレミアリーグのチームでローン移籍でプレー。
2018年11月21日、レアル・ベティスと契約し、2019年1月から加入することが決定。Bチームに配属された。1年半Bチームでプレーし、2020年9月11日に2024年までの契約延長に合意し、トップチーム昇格が発表された。2020年9月20日、レアル・バリャドリードとの試合にて、レアル・ベティスでのラ・リーガ初出場を果たした。
2023年9月1日、オリンピック・リヨンに4年契約で移籍した。

## 代表経歴
2022年3月にコートジボワール代表に初招集。26日のフランス戦で代表デビューを果たした。